# Zoltán Berczik

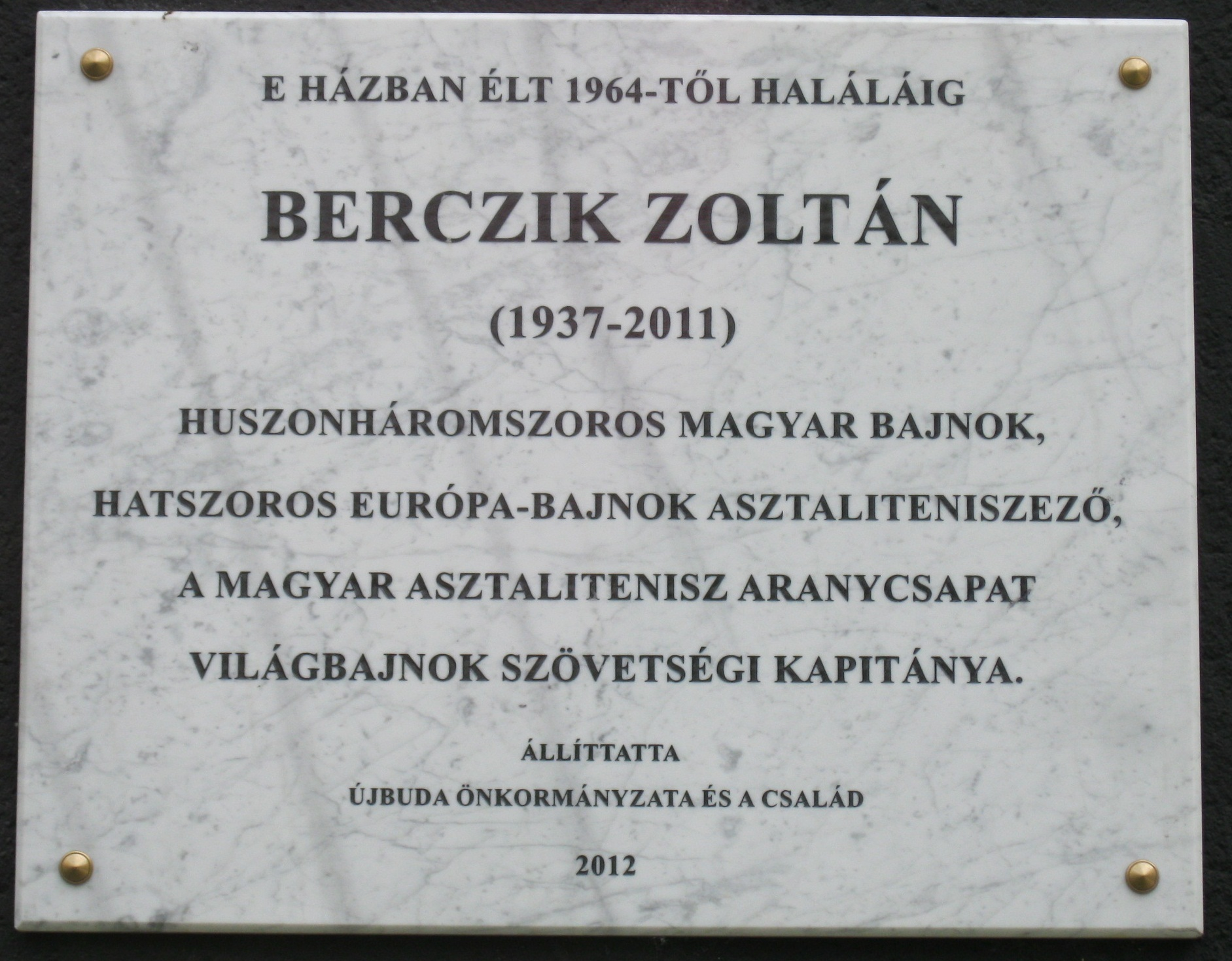
Tablica pamiątkowa Zoltána Berczika, XI dzielnica Budapesztu, ulica Budafoki nr 83/a-c (od strony ulicy Baranyai)

Zoltán Berczik (ur. 17 kwietnia 1937 w Nowym Sadzie, zm. 11 stycznia 2011) – węgierski tenisista stołowy, sześciokrotny medalista mistrzostw świata, sześciokrotny mistrz Europy. 
Sześciokrotnie zdobywał medale podczas mistrzostw świata, a największe sukcesy odnosił w deblu. Nie zdobył wprawdzie tytułu, jednak trzykrotnie był wicemistrzem świata (dwukrotnie drużynowo i jeden raz w deblu). W mistrzostwach Europy ośmiokrotnie zdobywał medale. Dwukrotnie był mistrzem Starego Kontynentu indywidualnie i drużynowo oraz raz w deblu i mikście.